# Gate Theatre Dublin
Het Gate Theatre in Dublin, Ierland werd opgericht in 1928 door Hilton Edwards en Micheál Mac Liammóir, aanvankelijk met behulp van het Abbey Theatre om ruimte te creëren voor producties van de Europese en Amerikaanse toneelschrijvers. Het theater verhuisde later naar Cavendish Row 1 (een deel van het Rotunda Hospital complex) waar de vooraanstaande Ierse architect Michael Scott had toegezegd de herzieningen om te zetten in een theater.
Orson Welles, James Mason en Michael Gambon begonnen hun loopbaan met optredens in het Gate Theatre. In december 1983 werd het directeurschap van het Gate Theatre overhandigd aan Michael Colgan. In 1991 werd het Gate Theatre het eerste theater in de geschiedenis die de volledige retrospectieve van de negentien toneelstukken van Samuel Beckett op het toneel bracht. Dit festival werd herhaald in het Barbican Centre in Londen  en in New Yorks Lincoln Center. Ook de werken van Harold Pinter waren in het Gate Theatre te bewonderen.
In 2007 was de eerste grote musical die werd geproduceerd in het Gate Theater:  Stephen Sondheims Sweeney Todd, met David Shannon in de titelrol.